# フレデリック・パーシュ
フレデリック・パーシュ（Frederick Traugott Pursh、ドイツ名はフリードリッヒ・パーシュ、Friedrich Pursch 1774年2月4日 - 1820年7月11日）は、ドイツ生まれで、アメリカ合衆国で働いた植物学者、園芸家である。

## 略歴
ザクセン州のグローセンハインに生まれた。ドレスデンの植物園で働いた後、1799年にアメリカ合衆国に移民した。1年ほどボルチモアの近くに新設された植物園で働いた後、フィラデルフィアに移り、サミュエル·ベックの屋敷で庭師として働いた。 1803年から1805年の間も個人の邸宅で庭師として働くうちに、植物学者のウィリアム・バートラムや牧師で植物学者のヘンリー・アーネスト・ミューレンバーグ（Gotthilf Henry Ernest Muhlenberg）と親しくなった。彼らと地元で発見した植物標本を、評価・同定のためにヨーロッパに送った。2人はパーシュに自宅の文献を見ることを許し、植物談義を交わした。
1806年と1807年に、植物学者ベンジャミン・スミス・バートンの支援を受けて、北米の採集旅行を行い、また1804年から1806年に行われたルイス・クラーク探検隊の集めた植物標本をもとに図入りの著作の出版を計画するが、経済的な問題でバートンとの関係が壊れ、ヨーロッパに戻り、"Flora Americae septentrionalis"（「北米の植物」1813年または1814年）をロンドンで出版した。1816年にカナダに渡り、カナダの植物に関する著作を計画しケベック州で多くの標本を採集するが、火災で標本を失い、失意と貧困のうちに46歳でモントリオールで没した。
バラ科の属名、Purshiaに献名されている。